# Župnija Cirkovce
Župnija Cirkovce je rimskokatoliška teritorialna župnija dekanije Dravsko polje mariborskega naddekanata, ki je del nadškofije Maribor.

## Sakralni objekti
- župnijska cerkev sv. Marije,
- podružnična cerkev sv. Antona Mihovce,
- podružnična cerkev sv. Marije Starošince.